# Epamera aethes
Epamera aethes är en fjärilsart som beskrevs av Clench 1964. Epamera aethes ingår i släktet Epamera och familjen juvelvingar. Inga underarter finns listade i Catalogue of Life.